# Gonzalo de Oro-Pulido Plaza
Gonzalo de Oro-Pulido Plaza   (Barcelona, c. 1971), conegut simplement com a Gonzalo de Oro, és un polític català del partit Vox. Com a empresari, fa d'assessor financer i perit judicial immobiliari.

## Carrera professional
Amb un màster en direcció economicofinancera al Centre d'Estudis Financers i un altre en emprenedoria digital a la Universitat Pompeu Fabra, ha treballat més de 20 anys en el sector bancari, com ara a Banc Sabadell i Liberbank.
Des del 2012, és soci de Rhombus Global Consulting, una consultoria de gestió patrimonial de la qual també és director d'operacions. A més a més, ha emprès en negocis digitals en els sectors de la moda, els esports i la salut, i ha estat copropietari d'una empresa de restauració.

## Carrera política
El 2018, sense experiència en política, es va afiliar a Vox Barcelona, que coordina des del 2021. Va ser triat pel partit com a candidat a l'alcaldia de Barcelona per a les següents eleccions municipals. En la precampanya, va presentar-se a protestes contra la inseguretat, la droga, la brutícia i la prostitució acompanyat de l'organització Mi Barrio Seguro. Finalment, va ser elegit regidor de l'Ajuntament de Barcelona, juntament amb Liberto Senderos Oliva.
S'oposa a l'independentisme, el comunisme i l'okupació. En canvi, afavoreix les grans inversions, el turisme i els creuers, i és partidari del municipalisme enfront de les autonomies. Va dirigir i presentar el programa Entre tú y yo de l'associació Cataluña Suma por España i ha col·laborat ocasionalment com a articulista en el diari digital El Catalán.

## Vida personal
Viu al barri de Sarrià de Barcelona i té dos fills.